# Sinojkizem
Sinojkízem (starogrško συνοικισμός: sunoikismós, od starogrško συνοικιζσμóςω: sunoikizsmóso – naseljevati skupaj) se nanaša na načrtovano in / ali dogovorjeno združevanje več vasi v mesto.
Večinoma se izraz uporablja v klasičnih študijah.

## Zgledi
Skozi sinojkizem so nastali:
- Atene - čeprav je še vedno vprašljivo
- Antična Šparta
- Megalopoli
- Kassope
- Nikopolis (Epir) – Oktavijanova ustanovitev  mesta 31 pr. n. št. je bila posledica različnih mest Kalidon, Ambrakija in Kassope
- Olint - širitev mesta z združitvijo halkidskih obalnih mest Mekiberna, Singos in Gale 432 pr. n. št..
- Solun – ustanovil ga je 315 pred našim štetjem Kasander z združitvijo 26 mest v Solunskem zalivu